# هجوم القنيطرة (سبتمبر 2016)
هجوم القنيطرة شنته قوات المعارضة السورية، أثناء الحرب الأهلية السورية، بغية السيطرة على بلدة حضر بمحافظة القنيطرة التي تسيطر عليها الحكومة.

## الهجوم
في 10 سبتمبر، شنت جبهة فتح الشام (جبهة النصرة سابقًا)، إلى جانب أنصار بيت المقدس و‌أحرار الشام، هجومًا على بلدة خان أرنبة على الحدود مع مرتفعات الجولان. بعدها بساعات، استولى المعارضون على نقطة تفتيش واحدة وتلة، ولكن وفقًا لمصادر موالية للحكومة، أخفقوا في الاستيلاء على تلة أخرى وصدتهم قوات موالية للحكومة.
في أثناء ذلك، تسبب القتال في سقوط قذائف طائشة على شمالي مرتفعات الجولان وردًا على ذلك، قصفت إسرائيل مواقع مدفعية الجيش السوري في القنيطرة.
في اليوم التالي، أحرز المعارضون تقدمًا في قرية الحميرة، حيث استولوا على جزء من كبير من الخاصرة الشرقية لها، تل الحميرة بشكل رئيسي. في الوقت نفسه، تم صد هجوم المعارضين الرئيسي نحو حضر، على قمة تل طرنجة، بعد معركة دامت ثلاث ساعات. وأفيد أن قوات المعارضة تكبدت خسائر فادحة بعد دخولها حقل ألغام بالقرب من تل قرين. وشمل ذلك تدمير مركبتي مشاة قتاليتين بي إم بي.
في 12 سبتمبر، أفيد أن الجيش استعاد السيطرة على جميع المواقع التي كان قد فقدها من قبل، بما في ذلك تل الحميرة. في وقت لاحق من اليوم، وعلى الرغم من البداية الرسمية لوقف إطلاق النار في جميع أنحاء البلاد، شن المعارضون هجومًا جديدًا، أكبر بكثير. وهاجم المعارضون مرة أخرى تل طرنجة، ولكنهم هزموا مرة أخرى بعد 10 ساعات من القتال.
في اليوم التالي، أطلقت قوات الدفاع الجوي السورية صاروخين أرض جو على طائرتين تابعتين للقوات الجوية الإسرائيلية تحلقان فوق القنيطرة. وادعت وسيلة الإعلام الرسمية السورية وكالة الأنباء العربية السورية أنه تم إسقاط الطائرة والطائرة بدون طيار، ولكن القوات الجوية الإسرائيلية نفت ذلك.
في 14 سبتمبر، أنزل الجيش السوري الهزيمة بهجوم جديد للمعارضة على تل طرنجة. وعلى الرغم من وقت إطلاق النار الرسمي، واصل الجانبان قصف بعضهما البعض خلال 17 سبتمبر، حيث أصابت قذيفة هاون طائشة أرض تحتلها إسرائيل. وقد قاد ذلك القوات الجوية الإسرائيلية إلى الانتقام بضرب مواقع فوج الجولان بالقرب من حضر. وبعد ساعات، شن المعارضون هجومًا جديدًا على تلة الكتيبة 4 التي تسيطر عليها الحكومة، والتي قامت بصده. في 20 سبتمبر، كشف عن أن المعارضون استعادوا السيطرة على تلة الحمرية وكان يجري قصفهم من قبل مواقع الجيش في تلول الحمر.

## العاقبة
تم صد هجوم جديد كذلك على حضر في نوفمبر، حيث قتل 19–80 معارض وما لا يقل عن 10 جنود.